# Competência (administração)
Competência, em administração, refere-se à posse, por parte de um indivíduo ou de uma organização, das características necessárias para se realizar uma determinada atividade.
A competência integra as diversas dimensões humanas quando se trata de desenvolver uma atividade. A ação humana envolve o atendimento de necessidades, tais como desejos, emoções, tarefas de trabalho, alimentar-se, e isso incentiva a criação de conhecimentos e habilidades.

## Histórico do conceito
Em meados dos anos 1970, nos Estados Unidos, tiveram início discussões a respeito do conceito de competência entre administradores e psicólogos. No Brasil, nas décadas de 1980 e 1990, o conceito foi disseminado entre as corporações, inicialmente definido como um conjunto de conhecimentos, habilidade e atitudes (CHA) de um indivíduo, necessários para que sejam supridas as necessidades de determinado cargo.
Contudo, a sociedade evoluiu e o dinamismo no mundo empresarial trouxe novas demandas, além de uma imprevisibilidade crescente, se tratando de um ambiente onde não se consegue prever ao certo as atividades que cada cargo demanda, cabendo ao indivíduo identificar quais são as necessidades para atender cada exigência da empresa e juntamente do mercado de trabalho.
Sendo assim, houve uma dissociação do conceito de competência da necessidade de um cargo em si, associando agora a habilidade do indivíduo de mobilizar o seu intelecto para se mobilizar e atender a demanda da corporação. Exigindo assim, a necessidade de uma competência em ação.
Essas competências se dão pela integração do que a companhia carrega (culturas, valores, conhecimentos, vantagens competitivas) com o que o indivíduo pode oferecer, assim como conceituado por Fleury no ano 2000: “Saber agir responsável e reconhecido, que implica mobilizar, integrar, transferir conhecimentos, recursos, habilidades, que agreguem valor econômico à organização e valor social ao indivíduo”.
Cada indivíduo carrega em si um conjunto único de experiências e conhecimentos adquiridos ao longo da vida profissional e pessoal, formando um conjunto específico de competências (individuais) que, em conjunto com outros indivíduos, portadores de outras competências, formam uma teia (organização), um sistema de conhecimentos e experiências integrado a fim de atingir vantagens competitivas (competências centrais ou core competencies).
De acordo com Prahalad e Hamel (1990):
“Competências centrais correspondem à aprendizagem coletiva na organização, especialmente sobre como coordenar habilidades de produção diversas e integrar fluxos múltiplos de tecnologias.”
A adoção do conceito de competência, ao longo do século XX, teve reflexos também no campo das políticas educacionais, substituindo em grande parte a noção de qualificação profissional.

## Definições
Para Rabaglio competência é um conjunto de conhecimentos, habilidades, atitudes e comportamentos que permitem ao indivíduo desempenhar com eficácia determinadas tarefas. Para ela, ser competente e ter competência são coisas diferentes. Uma pessoa pode ter sido competente ao ser designada a fazer uma determinada tarefa, mas isso não significa que ela seja sempre competente, ou seja, esta mesma pessoa pode ser designada a fazer uma outra tarefa e não obter o mesmo nível de satisfação. Assim, ser competente está relacionado com um bom desempenho numa determinada tarefa, o que não garante que este desempenho será sempre bom. Ter competência para a realização de uma tarefa significa ter conhecimentos, habilidades e atitudes compatíveis com o desempenho dela e ser capaz de colocar esse potencial em prática sempre que for necessário. As competências comportamentais são as atitudes e comportamentos que uma pessoa possui. Já as competências técnicas são os conhecimentos e habilidades que uma pessoa aplica em técnicas ou funções específicas. [carece de fontes?]
Para Fleury, competência é saber ouvir de maneira responsável, implica mobilizar, integrar, transferir conhecimentos, recursos, habilidades, que agreguem valor econômico à organização e valor social ao indivíduo. Saber agir de maneira responsável significa que o indivíduo deve entregar-se completamente para a empresa, ou seja, comprometer-se com seus objetivos.
Já Boog escreve sobre a competência empresarial, que é para o autor um conjunto de qualidades e características que a empresa desenvolve para produzir e aperfeiçoar, com continuidade, bens e serviços que atendam às necessidades de seus clientes e usuários. Ele também escreve sobre a competência gerencial é o conjunto de qualidades e características que os gerentes desenvolvem para atingir continuamente os resultados de uma empresa.[carece de fontes?]
Paul C. Green é considerado um dos maiores estudiosos do assunto na atualidade. Em seu livro “Desenvolvendo Competências Consistentes”, uma de suas obras mais famosas, Green defende que existem duas dimensões de competências, as competências organizacionais e as competências individuais. As competências organizacionais, que o autor chama de competências essenciais, são conjuntos únicos de conhecimentos técnicos e habilidades e possuem ferramentas que causam impacto em produtos e serviços múltiplos em organização e fornecem uma vantagem competitiva no mercado. Explicando melhor, uma competência essencial é um conjunto peculiar de know-how técnico, que é o centro do propósito organizacional. Ela está presente nas múltiplas divisões da organização e nos diferentes produtos e serviços. Essas competências fornecem uma vantagem competitiva peculiar da organização, resultando em valor percebido pelos clientes, e são difíceis de serem imitadas por outras empresas. Já as competências individuais, segundo o autor, são descrições de hábitos de trabalhos que são mensuráveis e habilidades pessoais que são utilizadas por uma pessoa para alcançar os objetivos de trabalho da organização. Por exemplo, idéias relacionadas à liderança, criatividade ou habilidades de apresentação podem ser expandidas para definições de competência individual.
Um dos primeiros a utilizarem o termo competência essencial foram C.K.Prahalad e Gary Hamel. Em 1990, eles afirmavam que uma organização ganha vantagens competitivas no mercado através do uso de um pequeno número de competências essenciais que afetam produtos diferentes através das unidades de negócios. Segundo os mesmos, as competências essenciais são as habilidades que permitem que a empresa seja capaz de oferecer um benefício fundamental aos seus clientes.
Como podemos notar, cada autor define a questão da competência de acordo com sua visão e seus valores sobre o assunto. Quando todos estes autores citados descrevem sobre o que é competência, embora as linguagens para explicar a definição sejam diferentes, na realidade todos eles estão falando basicamente sobre a mesma filosofia de trabalho dentro das organizações. Algumas definições parecem bem diferentes umas das outras, porém se prestarmos atenção e analisarmos a fundo cada definição poderemos observar que todas as definições possuem pontos em comum. Vejamos então quais são estes pontos.
Em primeiro lugar, fica claro perceber que alguns autores citados acima classificam competência em duas dimensões distintas: competências organizacionais e competências individuais. Prahalad & Hamel foram um dos primeiros a escreverem sobre as competências organizacionais quando publicaram em 1990 um artigo na Harvard Business Review com o título “Core Competence”, Competências Essenciais. Esse artigo repercutiu no mundo inteiro e logo o assunto começou a ser debatido em milhares de encontros entre gestores, organizações e universidades. Alguns anos depois, Green também escreveria sobre as competências organizacionais. Já Boog e Resende referem-se não ao termo “competências organizacionais”, mas preferem chamar de “competências empresariais”. Analisando as definições destes autores, podemos concluir que as competências organizacionais (ou competências empresariais) são aquelas competências essenciais para que a empresa sobreviva no mercado competitivo. São competências características de uma empresa, aquelas que nenhuma outra possui de forma similar. Estas características são o diferencial de uma empresa, o que a torna única em seu segmento. Como o próprio Green  (2000) explica, por serem essenciais e únicas de uma empresa, essas competências fornecem uma vantagem competitiva e geram valor percebido pelos clientes.[carece de fontes?]
Desenvolver as competências organizacionais deve ser sempre o primeiro objetivo de uma empresa, pois dominando tais competências a empresa consegue garantias de um bom desempenho no mercado não só nos dias atuais, mas estará também garantindo este bom desempenho no futuro. Porém, para se desenvolver competências organizacionais precisamos essencialmente de pessoas. As empresas funcionam através de pessoas e não de máquinas ou paredes. São os colaboradores de uma empresa os maiores responsáveis pelo desenvolvimento de competências organizacionais. Por isto, muitos autores citados acima escrevem sobre a segunda dimensão da competência: as competências individuais. Fazendo uma análise das diversas definições sobre competência individual citadas acima, podemos observar que a maioria dos autores cita as palavras “hábitos”, “atitudes” e “conhecimentos” em suas definições. Embora, assim como na definição de competências organizacionais, cada escritor define competências individuais de maneira diferente, a maioria deles destaca os hábitos, as atitudes e os conhecimentos de um indivíduo como partes integrantes de sua competência. Assim, podemos chegar a uma definição de competência individual: é um conjunto de conhecimentos, atitudes e habilidades que uma pessoa possui sobre determinado assunto.
Mas não podemos deixar de dar importância ao fato de que alguns autores vão além das palavras “hábitos”, “atitudes” e “conhecimentos” em suas definições. Resende inclui “interesse” e “vontade” na definição de competência individual, características que acredito que podem ser incluídas no conjunto de atitudes de um indivíduo. Fleury também vai além ao definir que a competência está relacionada com a capacidade de entrega de um indivíduo, assim como também defende Dutra. Porém, acredito que a entrega também pode ser incluída no grupo de atitudes de uma pessoa. Quando uma pessoa assume determinada tarefa, ele pode ter duas atitudes: ou desempenha exatamente aquilo que se  espera dela ou desempenha a tarefa além do que é esperado, supera as expectativas, e isso só pode acontecer se ele realmente se entregar ao que está fazendo. Isto terá feito parte de seu grupo de atitudes como profissional. Boog descreve a competência como meio para atingir resultados. Parry define que a competência afeta a atividade de um indivíduo. Resende fala da competência transformada em resultados. Rabaglio define a competência como meio para desempenhar com eficácia uma tarefa. Green defende a importância da competência para se alcançar objetivos. E Fleury é muito mais profunda em sua definição, pois descreve a competência como meio para mobilizar, integrar, transferir conhecimentos e agregar valor social.[carece de fontes?]

## Tipos de competências
O conjunto de crenças e valores subjacentes, em tudo que realizamos, vai determinar um modo de ser, um modus operandis do indivíduo no mundo. É exatamente este modo de ser, justificado pelas crenças, que vai determinar o grau de motivação para realizar uma dada atividade.
A competência se expressa, portanto, pelo modo singular como uma habilidade é operacionalizada. Dessa forma, os processos de auto-estima e identificação do sujeito da ação determinam diferentes graus de competência. A competência engloba os conhecimentos, as habilidades e o modo singular presentes na realização humana.
Segundo Goiás (2005), existem seis dimensões relacionadas à competência:
- Competências básicas: fundamentadas nos princípios técnicos e científicos, de caráter geral, sobre as competências específicas e de gestão relativas à formação profissional.
- Competências específicas: fundamentadas na capacidade técnica que permite operar eficientemente os objetos e variáveis que interferem diretamente na criação do produto. Trata sobre o domínio dos conteúdos no âmbito do trabalho e a posse de conhecimentos e habilidades necessárias para atividade.
- Competência geral: fundamentada no essencial a ser realizado pelo trabalhador citado.
- Competência de gestão: fundamentada no conjunto das capacidades organizativas, metodológicas e sociais relativas à qualidade e à organização do trabalho, às relações no trabalho e à condição de responder a situações novas e imprevistas.
- Competência profissional: mobilização de conhecimentos, habilidades e atitudes profissionais necessários ao desempenho de atividades ou funções típicas, segundo padrões de qualidade e produtividade requeridos pela natureza do trabalho. E para ser um profissional bem sucedido no mercado de trabalho precisa desenvolver três competências pessoais duráveis: o conhecimento (informação, ideias e experiência), habilidade (colocar o conhecimento em ação) e atitude (fazer as coisas acontecerem).
- Competências transversais: competências profissionais possíveis de aplicação em situações variadas.

As competências podem ser classificadas em nove categorias, sugerindo que existem vários tipos de competências:[carece de fontes?]
1. Competências técnicas: de domínio apenas de especialistas em determinado assunto ou trabalho;
2. Competências intelectuais: relacionadas a aptidões mentais;
3. Competências cognitivas: uma mistura de capacidade intelectual com domínio de conhecimento;
4. Competências relacionais: capacidade de se relacionar e interagir;
5. Competências sociais e políticas: capacidade de se relacionar e participar dos acontecimentos sociais;
6. Competências didático-pedagógicas: são as competências voltadas para a educação e o ensino;
7. Competências metodológicas: capacidade de aplicar técnicas e meios de organização de trabalhos e atividades;
8. Competências de liderança: capacidade de influenciar e conduzir pessoas para diversos fins ou objetivos na vida profissional ou social;
9. Competências empresariais ou organizacionais: são as competências aplicadas a diferentes objetivos e formas de organização e gestão empresarial.

De acordo com outro esquema, existem cinco subtipos de competências:[carece de fontes?]
- Competências essenciais: atividades mais elevadas que são a chave para a sobrevivência da organização e centrais para a formulação da estratégia.
- Competências distintivas: atividades que os clientes reconhecem como diferenciadores de seus concorrentes e que provêem vantagens competitivas.
- Competências organizacionais: Competências e atividades chaves esperadas de cada unidade de negócios da empresa.
- Competências de suporte: Atividades que são importantes para apoiar um leque de competências.
- Capacidades dinâmicas: Capacidades de uma empresa de adaptar suas competências pelo tempo. São diretamente relacionadas aos recursos importantes para a mudança.

## Gestão por competências
Desenvolver as competências da organização e das pessoas é um caminho para se vencer todos esses desafios e adequar as organizações aos novos paradigmas mundiais. Hoje as empresas são obrigadas a buscarem as competências que negligenciavam em tempos anteriores, de menor concorrência, de maiores facilidades para obter lucro e crescer. Dentre as diversas vantagens da gestão por competência, Gramigna cita algumas:
- A possibilidade de se definir perfis profissionais que favorecerão a produtividade;
- O desenvolvimento das equipes orientado pelas competências necessárias aos Diversos postos de trabalho;
- A identificação dos pontos de insuficiência, permitindo intervenções de retorno garantido para a organização;
- O gerenciamento do desempenho com base em critérios mensuráveis e passíveis de observação direta;
- O aumento da produtividade e a maximização de resultados;
- A conscientização das equipes para assumirem a co-responsabilidade pelo seu autodesenvolvimento, tornando o processo ganha-ganha. Tanto a organização quanto os colaboradores têm suas expectativas atendidas.

Quando a gerência por competências se instala, evita-se que gerentes e colaboradores percam seu tempo em programas de treinamento e desenvolvimento que nada têm a ver com as necessidades da organização e que não atendem às exigências dos postos de trabalho. Portanto, a organização de hoje precisa definir quais deverão ser suas competências imprescindíveis para competir num mercado altamente competitivo, já que a empresa precisa ter competência para executar da melhor maneira possível àquilo que seus clientes e parceiros necessitam. Montar um modelo de gestão por competência em uma organização significa mapear as competências organizacionais e individuais que a organização precisa ter para que supere seus desafios estratégicos. Definindo as competências organizacionais necessárias para o desenvolvimento da empresa, os gestores estarão aptos para definirem quais deverão ser as habilidades, atitudes e conhecimentos de cada área para que tais competências sejam desenvolvidas. E, conseqüentemente, os gestores de cada área estarão aptos para definirem quais deverão ser os conhecimentos, atitudes e habilidades de suas equipes em relação às competências organizacionais. E por último, as equipes terão mais facilidade para definirem quais deverão ser os conhecimentos, as atitudes e as habilidades que cada um deverá desenvolver para que a empresa cresça. Felizmente, no Brasil, os gestores já estão despertando para a importância da Gestão por Competência para o desenvolvimento organizacional e para se manterem competitivos no difícil mercado mundial. Um modelo de gestão por competência ajudará a tornar mais claro a cada área da empresa quais deverão ser as habilidades, conhecimentos e atitudes que todos precisam desenvolver para que juntos caminhem na mesma direção, ou seja, em direção as competências organizacionais. Sabendo quais são as competências organizacionais, a área de Recursos Humanos terá muito mais facilidade para definir o perfil de um cargo e as competências individuais necessárias ao bom desempenho deste cargo. Definindo as competências individuais, as pessoas estarão aptas a definir o que exatamente deverão fazer para que a empresa cresça, além de perceberem quais as habilidades, conhecimentos e atitudes que deverão desenvolver para que alavanquem as competências organizacionais.[carece de fontes?]
Já a área de Treinamento e Desenvolvimento terá conhecimentos sobre quais competências deverão ser desenvolvidas para que cada indivíduo e cada equipe alcancem as competências individuais necessárias a um cargo e ficará, principalmente, muito mais fácil definir o programa de treinamento para as pessoas da organização. A avaliação também se tornará um processo mais consistente e efetivo em uma empresa que possua um modelo de gestão por competência. A avaliação tomará como base as competências organizacionais para definir as competências individuais que deverão ser avaliadas, acompanhando assim o processo de desenvolvimento das pessoas, ou seja, quais as   competências que cada um deve ter e o quanto estas competências estão evoluindo ou não. O modelo de gestão por competência de uma organização permitirá que todas as áreas da empresa desenvolvam habilidades, atitudes e conhecimentos que possibilitem atingir as competências organizacionais determinadas. Assim, organizações e pessoas estarão lado a lado, propiciando um processo contínuo de desenvolvimento de competências, onde a empresa transfere seu patrimônio para os indivíduos, enriquecendo-os e preparando-os para enfrentarem novos desafios profissionais e individuais. E as pessoas, por sua vez, desenvolverão suas capacidades individuais, transferindo-as para a organização.[carece de fontes?]
A gestão por competência é, sem dúvida, uma nova filosofia de gerência dos Recursos Humanos de uma organização. Graças aos estudos de McClelland e também de Prahalad &491 Hamel, antigos paradigmas sobre competência estão sendo reformulados, o que força os gestores a mudarem suas visões sobre a gestão de Recursos Humanos e a quebrarem, com isso, velhos paradigmas.
O conceito de competência vem contribuindo também para a valorização do ser humanos, que agora não é apenas mais um funcionário dentro da empresa, e sim alguém capaz de se desenvolver e de se tornar um parceiro fundamental dentro das atividades organizacionais. Alguém no qual os gestores devem investir e, principalmente, dar maior poder de participação dentro das decisões e das estratégias da empresa. Visto que as pessoas são peças chaves para o crescimento organizacional, desenvolver suas competências significa alavancar o potencial de crescimento da organização. A gestão por competências possibilita às empresas vencerem os desafios do mundo globalizado e competitivo em que vivemos, pois seu objetivo é tornar as pessoas mais competentes para que possam desenvolver seus trabalhos com maior sucesso e maior eficácia. Desenvolver competências consistentes não é apenas uma questão de sobrevivência de uma empresa em um ambiente empresarial cada vez mais incerto, mas também uma questão de desenvolvimento do país.[carece de fontes?]